# Wörthersee Stadion

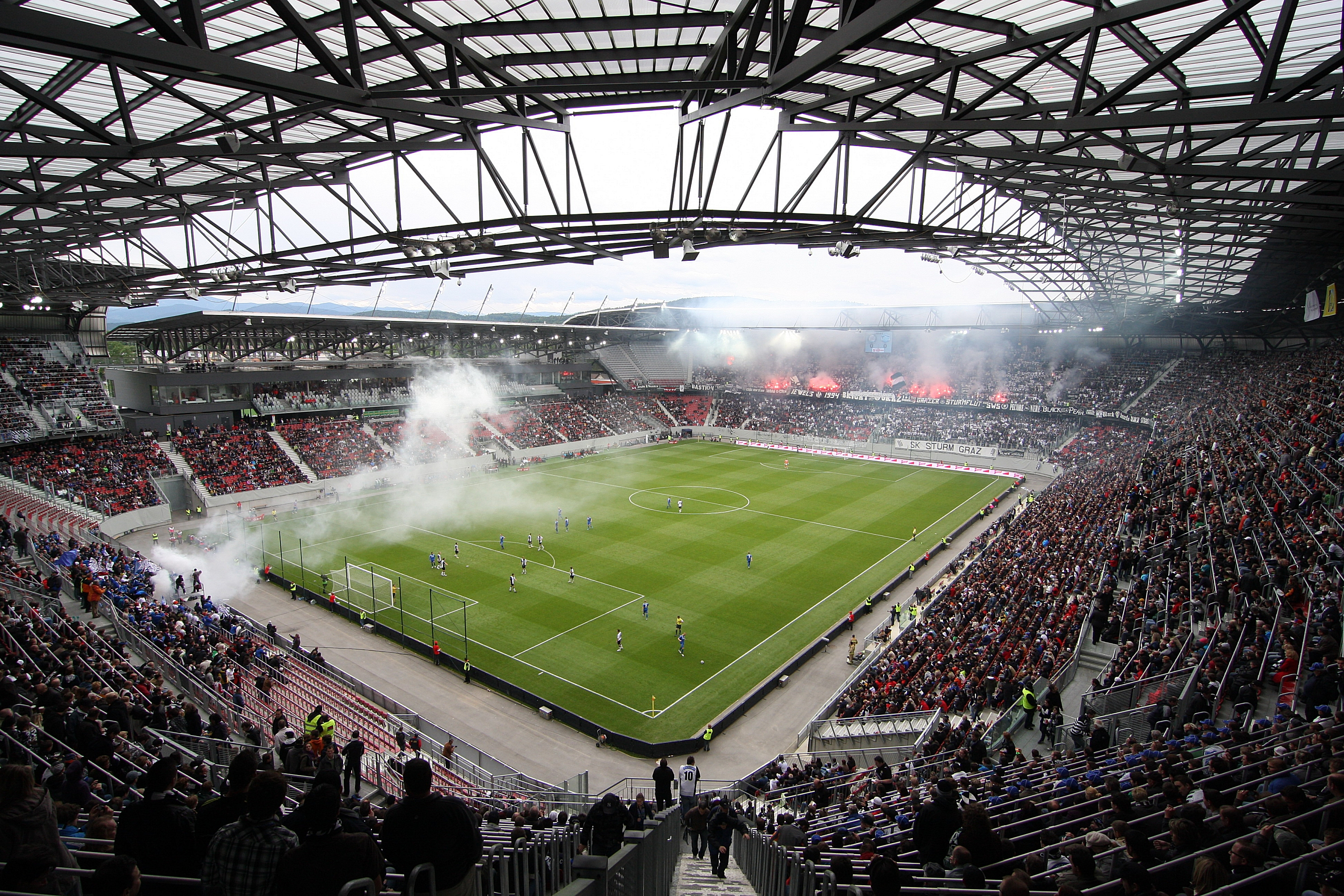

Le Wörthersee Stadion (anciennement Hypo Group Arena) est un stade de football situé à Klagenfurt dans la Carinthie. Construit initialement avec une capacité d'environ 11 000 places, il est agrandi, sur le modèle du Parc Saint-Jacques de Bâle, à 32 000 places afin d'accueillir le Championnat d'Europe de football 2008.
Sa construction est accompagnée par la mise en place d'un hôtel, d'un centre d'affaires ainsi que d'un centre commercial.
Il était le stade-résident de l'équipe de football du SK Austria Kärnten et l'actuel stade-résident du SK Austria Klagenfurt évoluant dans le Championnat d'Autriche de football.

## Histoire
L'ancien stade, connu sous le nom de Wörtherseestadion, a été construit en 1960 et avait une capacité de 10 900 places. Il a été démoli en 2005 et remplacé par le nouveau Hypo-Arena, également connu jusqu'au 30 juin 2007 par le nom de « Wörtherseestadion ».
Il était l'un des 8 stades d'accueil du Championnat d'Europe de football 2008, pour lequel il a été construit avec 32 000 places. Après l'événement, la capacité du bâtiment était censée être réduite à 22 000. Cependant, le 19 septembre 2009, le ministre des sports autrichien Norbert Darabos et le gouvernement de la Carinthie ont décidé de garder la capacité du stade. Le stade a été organisé pour accueillir 18 000 spectateurs lors de matchs de première division et 30 000 pour les matchs internationaux. L'ouverture officielle se déroula le 7 septembre 2007 lors d'une rencontre amicale entre l'Autriche et le Japon devant 26 500 spectateurs.
Le stade accueille la finale de la Coupe d'Autriche en 2023 et 2024 en tant que terrain neutre.

## Galerie

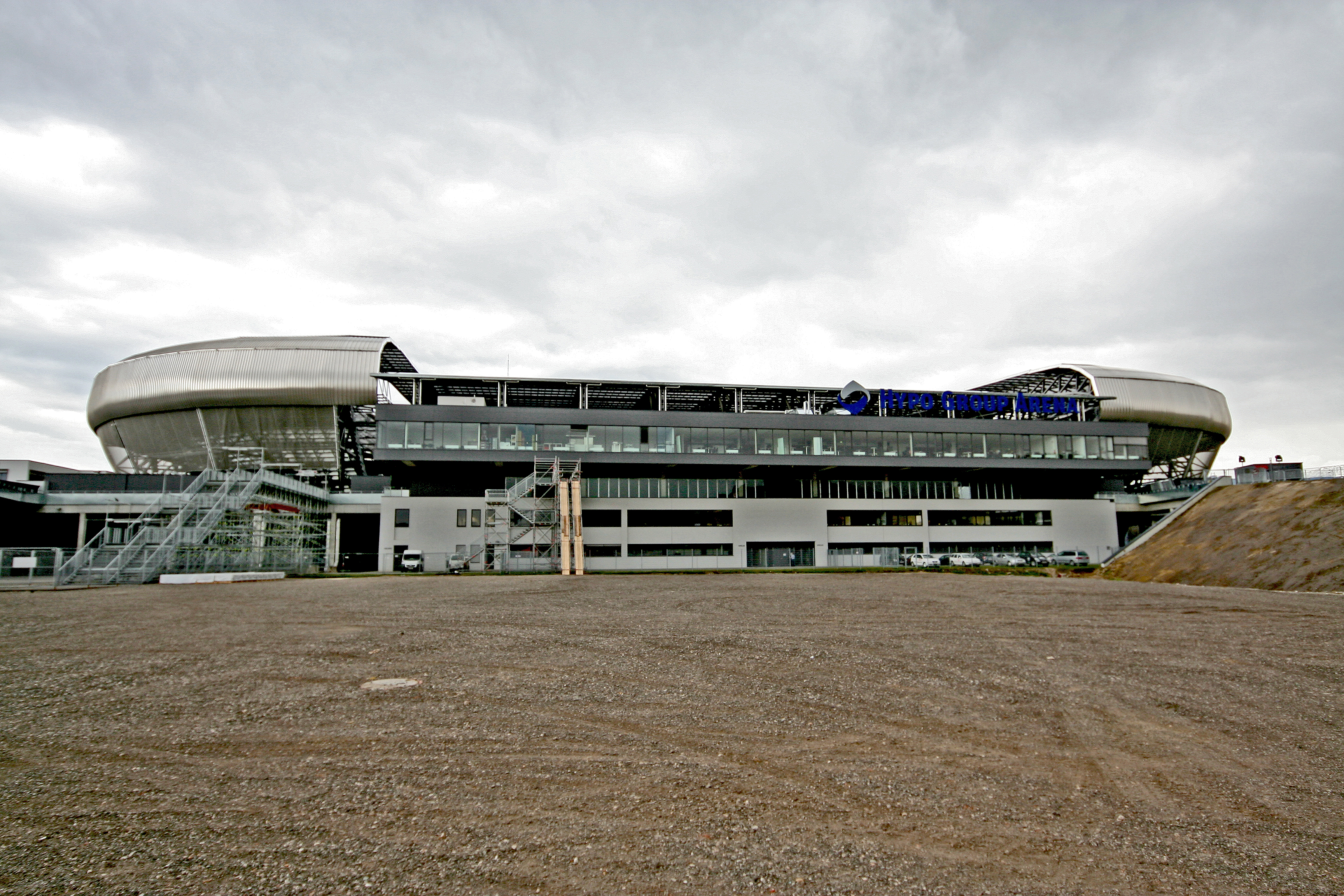
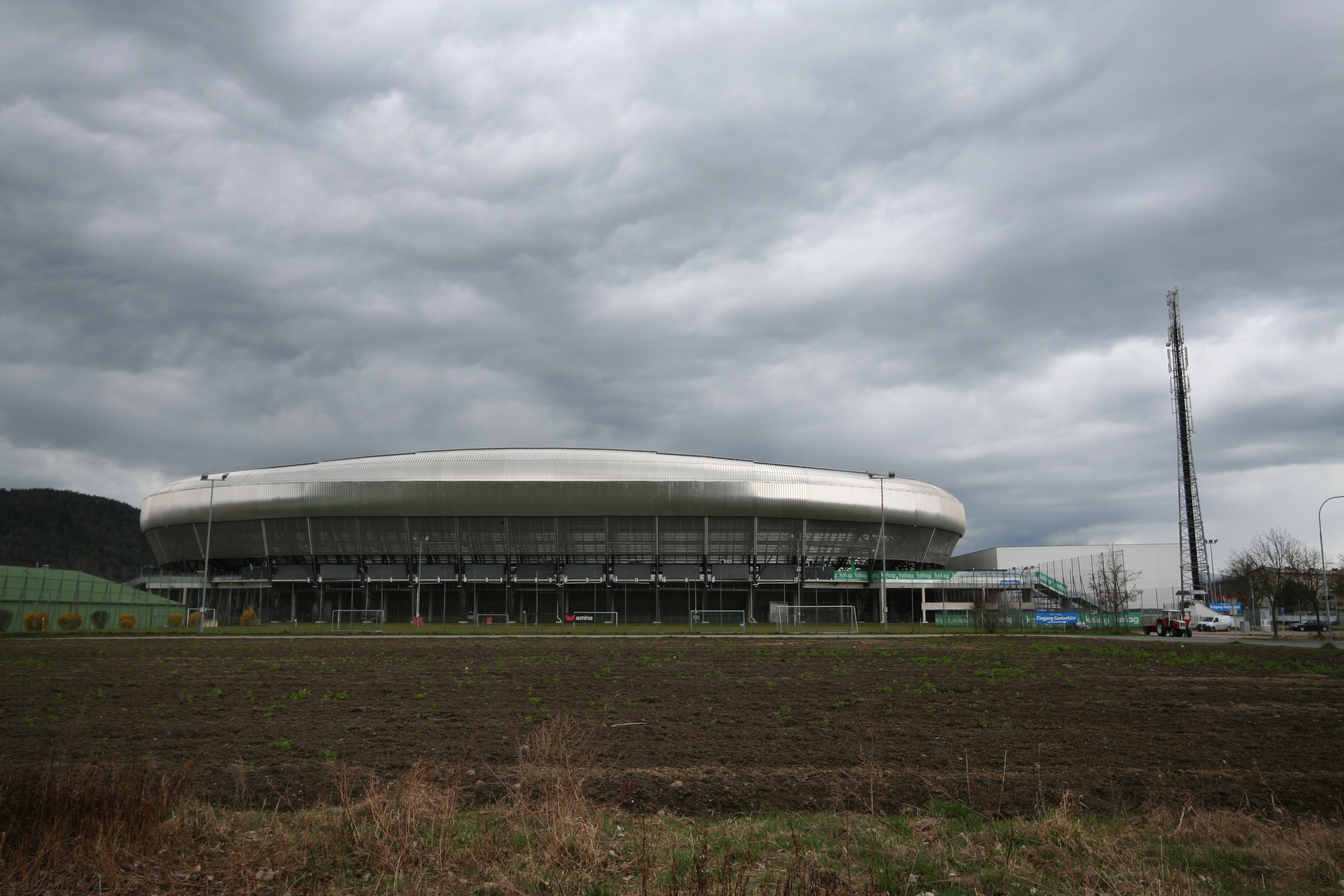
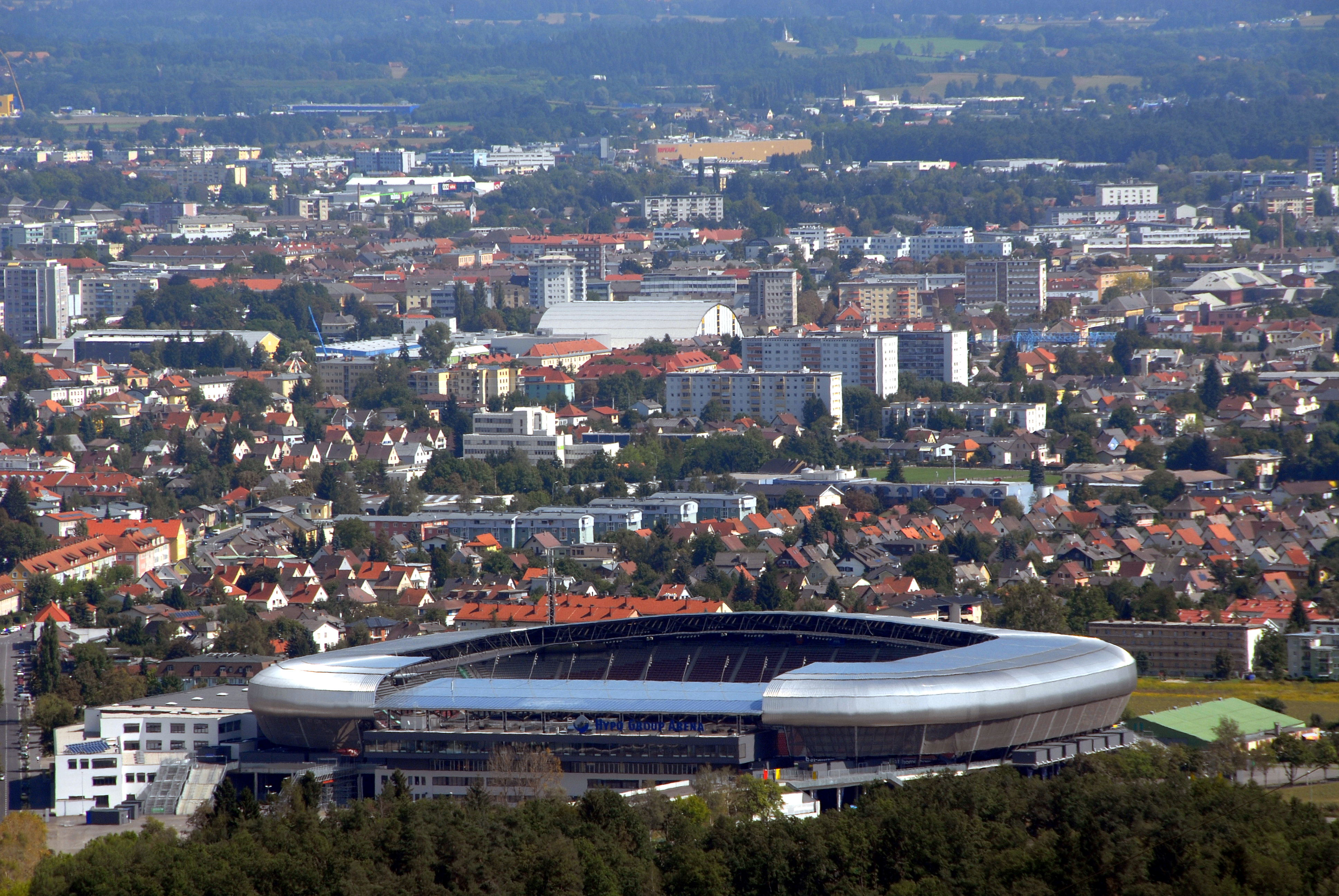
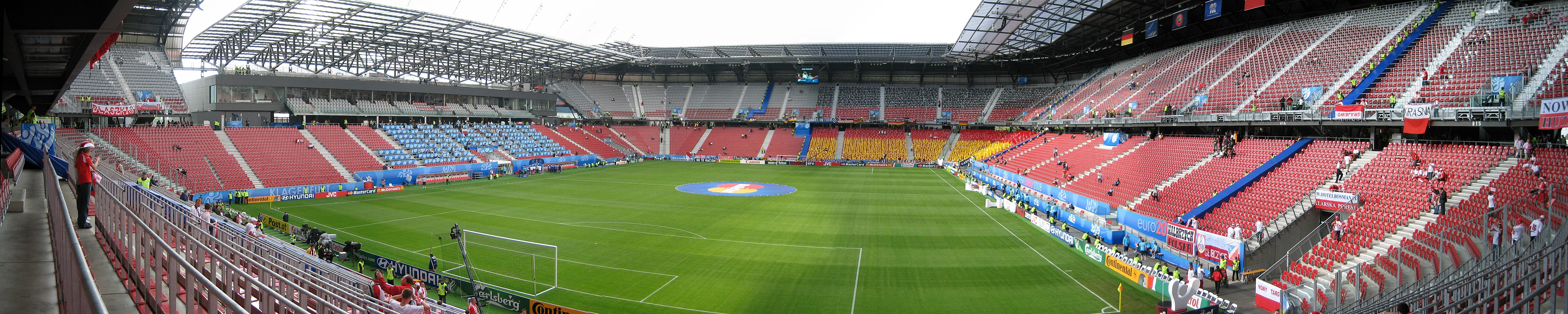

## Événements
- Championnat d'Europe de football 2008
- Trophée des champions 2016

### Matches de l'Euro 2008
| Date         | Heure (UTC+1) | Equipe n°1 | Score | Equipe n°2 | Tour     | Spectateurs |
| ------------ | ------------- | ---------- | ----- | ---------- | -------- | ----------- |
| 8 juin 2008  | 20.45         | Allemagne  | 2 – 0 | Pologne    | Groupe B | 30 000      |
| 12 juin 2008 | 18.00         | Croatie    | 2 – 1 | Allemagne  | Groupe B | 30 461      |
| 16 juin 2008 | 20.45         | Pologne    | 0 – 1 | Croatie    | Groupe B | 30 461      |